# Виктор Плешак
Виктор Василиевич Плешак (роден на 13 ноември 1946 г., Ленинград) е съветски и руски композитор.
Той е заслужил артист на Руската федерация (2004), лауреат на наградата на правителството на Санкт Петербург, автор на симфонии, около 900 песни, повече от 100 композиции за театър, включително опери, балети, мюзикъли, обширен списък от произведения в жанровете академична и поп музика. „Постигането на популярност в жанровете, в които работя, е може би основното ми мото като професионален композитор“, така формулира творческото си кредо Виктор Плешак.

## Биография
Роден в Ленинград. Завършва Ленинградското хорово училище. „М. И. Глинка“ през 1964 г. и Ленинградската държавна консерватория „Римски-Корсаков“ през 1970 г. (клас на проф. Е. П. Кудрявцева) и композиция през 1981 г. (класове на професорите В. В. Пушков, А. Д. Мнацаканян и Б. И. Тищенко).
През 1969 – 1975 г. работи като преподавател в Ленинградския институт за култура „Н. К. Крупская“, през 1975 – 1980 г. е ръководител на музикалната част на театър „Ленсовет“.
От 1980 г. – „свободен художник“. От 1980 до 1982 г. е член на творческото дружество на композиторите, пишещи за Ленконцерт.
От 1982 г. – член на Съюза на композиторите на СССР, през 2000 – 2022 г. – председател на секцията за популярна музика на Съюза на композиторите в Санкт Петербург, от 2000 г. – член на Управителния съвет на Съюза на композиторите на Санкт Петербург, Член на Съюза на театралните дейци на Русия (от 1979), академик на Международната академия на науките за екология, безопасност на човека и природата – MANEB (от 1998 г.), член на Съвета на авторите на Руската академия на образованието (от 2017) .
В. В. Плешак е автор на повече от 100 композиции за театър, включително опери, балети, оперети, мюзикъли, музика за драматични представления. Завърши последния незавършен мюзикъл от Евгений Птичкин „Иван да Марюшка“.
Музикалните му изяви се провеждат в повече от 70 града на Русия: Санкт Петербург, Москва, Твер, Нижни Новгород, Екатеринбург, Красноярск, Иркутск, Хабаровск, Астрахан и, както и в Казахстан, Украйна, Беларус, Китайската народна република .
Най-известните мюзикъли: „Скъпи грешници“, „Инкогнито от Санкт Петербург“, „Нощта преди Коледа“, „Кентървилският призрак“, „Котаракът в чизми“, „Рицарски страсти“.
Виктор Плешак е автор на поп песни, които се изпълняват и изпълняват от Георг Отс, Мария Бабанова, Йосиф Кобзон, Юрий Богатиков, Ярослав Евдокимов, Едуард Хил, Генадий Бойко, Михаил Боярски, Игор Скляр, Валентин Никулин, Герман Орлов, Елена Камбурова, Виктор Кривонос, Юрий Окотински, Михаил Луконин, Мария Пахоменко, Людмила Сенчина, Лариса Долина, Марина Капуро, Ирина Понаровская, Таисия Калинченко, Анна Вавилова, Татяна Буланова, Анна Ковалчук, Светлана Крючкова, Екатерина Гусева, Анастасия Макеева, Лариса Луста, Алена Бикулова, Наталия Кузминская, Евгений Южин, Сергей Зиков, Александър Пахмутов и други известни артисти.
Живее и работи в Санкт Петербург.

## Оратория „Ленинградки“
- Плешак, Виктор. «Ленинградки». Оратория для чтеца, меццо-сопрано, баритона, детского и женского хоров и фортепиано (в пятнадцати частях с прологом и эпилогом).  Санкт Петербург, Планета музыки, 2020. ISBN 978-5-8114-5274-3. с. 108.

## Семейство
- Майка – Александра Федоровна Москвитина. Тя прекарва цялата блокада в обсадения Ленинград, воювайки като част от самодеен ансамбъл на местната противовъздушна отбрана.
- Баща – Василий Константинович Плешак, участник във Великата отечествена война
- Съпруга – Ирина Анатолиевна Плешак, работи като корепетитор в консерваторията в Санкт Петербург.
- Двама сина – Сергей и Алексей (и двамата композитори). Внучка Полина (лингвист, завършила Московския държавен университет).